# نيك سانت بيير
نيك سانت بيير هو لاعب هوكي الجليد كندي، ولد في 7 مارس 1985 في Saint-Étienne-de-Beauharnois ‏ في كندا.

## وصلات خارجية
- نيك سانت بيير على موقع دوري الهوكي الوطني (الإنجليزية)
- نيك سانت بيير على موقع EliteProspects.com (الإنجليزية)
- نيك سانت بيير على موقع HockeyDB.com (الإنجليزية)